# Liebe auf der Piste
Liebe auf der Piste (Originaltitel: Love on the Slopes) ist eine US-amerikanische Liebeskomödie von Paul Ziller aus dem Jahr 2018. Die Hauptrollen sind mit Katrina Bowden als Alex und Thomas Beaudoin als Cole besetzt.

## Handlung
Die tollpatschige Alex hat Journalismus studiert und arbeitet in einem Reisebüro. Schon lange träumt sie von einer Safari in Afrika. Eines Tages verkündet ihr Chef einen internen Wettbewerb, bei dem der beste eingereichte Reisebericht zur Titelstory wird und der Verfasser Tickets für eine Reise zu einem Ort seiner Wahl gewinnt. Alex sieht ihre Chance gekommen und plant, einen Bericht über den talentierten Fotografen Cole Taylor zu schreiben. Ihr Chef schlägt ihr vor, stattdessen den Bericht den Extremsportarten in dem Winterresort Ridgeline zu widmen. Daraufhin fährt sie für eine Woche nach Ridgeline.
Alex’ Ankunft in dem Winterresort verläuft zunächst holprig: Ihr Shuttle hat eine Panne, weshalb sie den Weg zu ihrer Unterkunft zu Fuß bewältigen muss und das Angebot eines jungen Mannes, sie mitzunehmen, schlägt sie aus. Nachdem sie ihre Unterkunft bezogen hat, meldet sie sich für einen Mountainbikekurs an. Ihre Angst steht ihr dabei jedoch im Weg und sie verursacht dadurch Chaos am Skilift, wo sie erneut auf Cole trifft. Da Alex ihre Mountainbikergruppe verloren hat, entschließt sich Cole dazu, ihr dabei zu helfen, sicher den Fuß des Berges zu erreichen. Als Alex am Hotel ankommt, trifft sie auf Sarah, die Leiterin der Mountainbikergruppe. Alex fragt sie, ob sie ihr Extra-Kurse in Extremsportarten geben kann, jedoch ist Sarah bereits ausgebucht. Daraufhin besucht Sarah noch am gleichen Nachmittag das Atelier von Cole Taylor, um ihn darum zu bitten, ihr Coach zu werden. Cole willigt schließlich ein.
Am nächsten Morgen besorgt Cole Alex zunächst sportliche Kleidung, da sie im Anschluss in einer Kletterhalle die Höhenangst von Alex zu überwinden versuchen. Auch in den nächsten Tagen wagt sich Alex zusammen mit Cole an weitere sportliche Aktivitäten, darunter Ziplining und Skifahren. Dabei kommen sich die beiden näher. Das verwundert auch Sarah, da sie mit Cole eng befreundet ist und weiß, dass Cole nur wenige Personen so nah an sich heranlässt. 
Eines Abends steht plötzlich Alex’ Freund Barton in der Hotellobby und erwähnt in Anwesenheit von Cole, dass Alex ihren Reisebericht über Cole schreiben wollte. Cole fühlt sich von Alex ausgenutzt und verlässt daraufhin die Hotellobby. Alex folgt ihm und versucht, ihm das Ganze zu erklären, allerdings möchte Cole nicht mit ihr sprechen.
Am nächsten Tag plant Barton einen Ausflug mit Alex. Sie machen eine Kutschfahrt, bei der er ihr einen Heiratsantrag macht. Alex hat jedoch bereits Gefühle für Cole entwickelt und stellt fest, dass sie und Barton sich auseinandergelebt haben. Daher nimmt sie seinen Antrag nicht an. Sie sucht daraufhin das Atelier von Cole auf, um das Gespräch mit ihm zu suchen, trifft ihn jedoch dort nicht an. Daher übergibt sie seinem besten Kumpel einen Umschlag für Cole. Sie kehrt nach New York zurück und beschließt, den Bericht nicht einzureichen, da sie Coles Einverständnis nicht hat und ihn nicht weiter verletzen möchte.
Als Cole den Umschlag öffnet, findet er eine Version des nicht veröffentlichten Berichts sowie einen Bankcheck für sein Spendenprojekt. Währenddessen gibt Alex’ beste Freundin Kate aus Versehen den Reisebericht an ihren Chef weiter. Bei ihrer Ankunft im Reisebüro wird Alex sofort ins Büro ihres Chefs gerufen. Dieser ist begeistert von ihrem Bericht und teilt ihr mit, dass sie den Wettbewerb gewonnen hat. Alex bittet ihn jedoch darum, den Bericht nicht zu veröffentlichen, da sie Coles Einverständnis nicht besitzt. Daraufhin öffnet er eine E-Mail von Cole, in welcher er sein Einverständnis gibt sowie seine Fotos bereitstellt, die er während der Aktivitäten von Alex gemacht hat.
Alex kehrt daraufhin in Coles Atelier zurück und schenkt ihm ein Ticket für eine Reise nach Afrika. Des Weiteren hat sie noch eine spontane Überraschung mit Cole geplant: Die beiden gehen Bungeejumpen. Sie absolvieren dabei zusammen ihren ersten Sprung, während sie sich küssen und in die Tiefe stürzen.

## Produktion

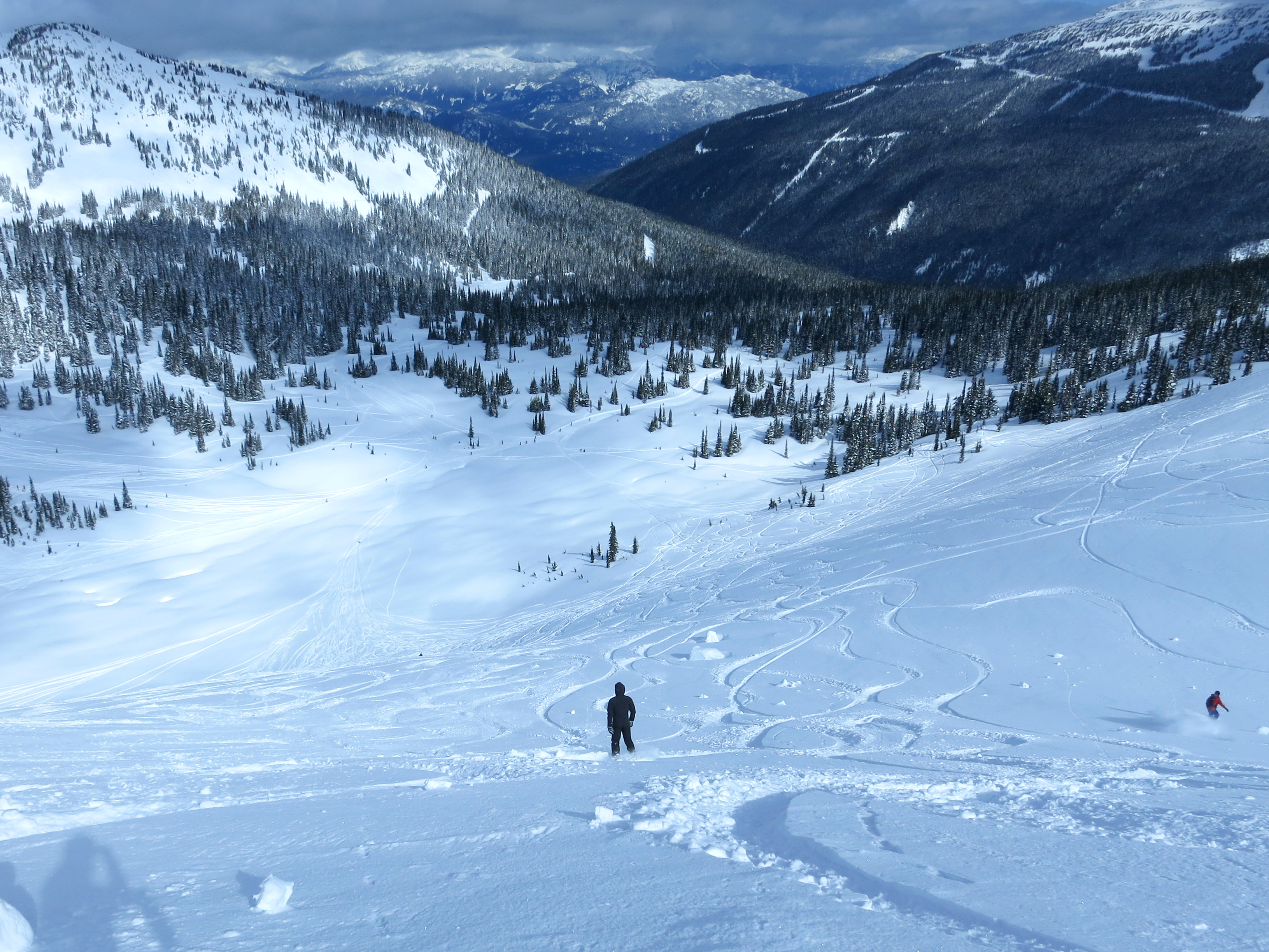
Skipiste in Whistler

### Dreharbeiten
Die Dreharbeiten fanden vom 27. Oktober bis zum 7. November 2017 in Whistler und Vancouver statt.

### Synchronisation
Die deutschsprachige Synchronisation entstand nach einem Dialogbuch von Sabine Völger und unter der Dialogregie von Bernhard Völger im Auftrag der SDI Media Germany GmbH.
| Rolle         | Darsteller       | Synchronsprecher  |
| ------------- | ---------------- | ----------------- |
| Alex          | Katrina Bowden   | Marieke Oeffinger |
| Cole          | Thomas Beaudoin  | Peter Lontzek     |
| Kate          | Elysia Rotaru    | Nicole Hannak     |
| Barton        | Anthony Konechny | Felix Spieß       |
| Sarah         | Corey Woods      | Lisa Braun        |
| Shuttlefahrer | Trevor Lerner    | Sven Brieger      |

## Kritiken
Der Film erhielt überwiegend ausgeglichene bis positive Kritiken und erzielte bei IMDb eine durchschnittliche Bewertung von 6,4 der möglichen 10 Punkte.